# Rodolfo Ricciardelli
Rodolfo Alfredo Ricciardelli (Buenos Aires, 29 de mayo de 1939-ibidem, 13 de julio de 2008) fue un sacerdote argentino perteneciente al Movimiento de Sacerdotes para el Tercer Mundo (MSTM).

## Biografía
Como laico militó en la Juventud Universitaria Católica (JUC), tras ser exalumno salesiano del Colegio León XIII; fue ordenado sacerdote en Buenos Aires el 22 de septiembre de 1962. Fue licenciado en Teología por la Pontificia Universidad Católica Argentina “Santa María de los Buenos Aires”. Después de su ordenación se desempeñó como vicario cooperador de Santa Elena de 1962 a 1968; vicario cooperador de San Francisco Solano de 1968 a 1975; administrador parroquial de Santa María Madre del Pueblo de 1975 a 1986 y desde el 1 de abril de 1999 hasta su deceso fue párroco de Santa María Madre del Pueblo, primera parroquia fundada en una villa por monseñor Jorge Vernazza, ubicada en la villa 1-11-14 del Bajo Flores, el lugar que eligió para vivir. Era miembro del Equipo Responsable de asegurar la labor pastoral que se realiza en las villas de emergencia de la arquidiócesis de Buenos Aires.

## Actividades
Vivió y trabajó durante años en la Villa del Bajo Flores. En 1973 se instaló en la villa donde desde 1968 residía el padre Jorge Vernazza. Junto a Vernazza, otro veterano del Movimiento de Sacerdotes del Tercer Mundo, denunció los atropellos de la última dictadura cívico militar, especialmente ante el llamado "Plan de erradicación de Villas".
Fue un gran amigo de Carlos Mugica. Acompañó a Emilio Mignone en su búsqueda de Mónica Mignone, su hija desaparecida con otros seis militantes del proyecto Belén en el Bajo Flores. 
Años después, a principios de la década de 1980 y aún durante la dictadura, enarboló durante un Congreso Eucarístico una bandera reclamando la aparición de las personas que se encontraban desaparecidas. Estas acciones, hicieron que fuera atacada con armas de fuego una capilla donde se encontraba, resultando ileso.
Fue uno de los tres sacerdotes que trajo al país el "Manifiesto de los Obispos del Tercer Mundo" a finales de 1967 (los otros dos fueron Miguel Ramondetti y Rubén Dri). Junto con Carlos Mugica, Domingo Bresci, Rodolfo Ricciardelli, Jorge Vernazza y Héctor Botán adhirió a la corriente del Peronismo Nacional Popular. Junto a otros curas tercermundistas participó del encuentro de los sacerdotes del MSTM con el General Juan Domingo Perón en noviembre de 1972; y lo acompañó en su regreso a la Argentina, en junio de 1973, «considerando que el retorno a la democracia y el fin de la proscripción del peronismo ayudarían a mejorar las condiciones de todos los habitantes de la villa» dirá Mara Daniela Espasande en una biografía.

## Homenaje
El entonces arzobispo de Buenos Aires, Jorge Bergoglio, realizó la misa de despedida de Rodolfo Ricciardelli. Luego, una procesión a pie por la villa 1-11-14 culminó en el cementerio de Flores. La capilla María Madre del Pueblo desbordó su capacidad porque estuvieron presentes todos los obispos de Buenos Aires, el equipo completo de curas villeros y la cofradía de curas de Luján. Asimismo figuras políticas llegaron al Bajo Flores, como la ex defensora del Pueblo, Alicia Olivera. La procesión popular pasó por el comedor comunitario Monseñor Angelelli, por la FM del Bajo Flores, por el comedor comunitario Belén, y la capilla Virgen de Itati de la villa cercana a la calle Varela.
En marzo de 2017 se presentó un proyecto para denominar "Padre Rodolfo Ricciardelli" al sector ubicado entre las calles Av. Gral. Francisco Fernández de la Cruz y Av. Perito Moreno.